# Ujumqin (cheval)
Pour les articles homonymes, voir Ujumqin.
L′Ujumqin (chinois simplifié : 乌珠穆沁马 ; chinois traditionnel : 烏珠穆沁馬 ; pinyin : Wū zhū mù qìn mǎ) est un type du cheval mongol chinois. Plus grand et réputé mieux conformé que les autres chevaux de cette race, il est essentiellement monté, les juments étant traites pour leur lait.

## Histoire
Il est également connu sous, les noms de Wuchumutsin et de Wuzhumuqin,. L'encyclopédie de CAB International (2016) le nomme improved white Ujumqin (Ujumqin blanc amélioré). Il résulte en effet d'un élevage sélectif sous contrôle humain, ce qui a augmenté sa taille.
Une communication technique du Commonwealth en 1969, puis un rapport chinois officiel paru en 1978, signalent l'existence de ces chevaux comme race ou type distinct. En 1982, environ 100 000 chevaux de type Ujumqin sont recensés en Chine, avec une tendance à la baisse des effectifs.

## Description
Il présente le type du cheval des steppes et un modèle léger. Il est considéré comme une version « améliorée » et plus élégante du cheval mongol chinois classique,, grâce à son mode d'élevage dans de riches pâturages.
Il existe différentes données de taille. Lors de son étude de 1984, Piliu Zheng mentionne une moyenne de 1,35 m chez les mâles et 1,29 m chez les femelles. Caroline Puel (1989) cite une moyenne générale de 1,35 m. CAB International (2016) indique plus d'1,30 m. Les données sont de 1,27 m pour les femelles et 1,30 m pour les mâles selon la base de données DAD-IS, gérée par la FAO. L'ouvrage de Bonnie lou Hendricks (université de l'Oklahoma, 2007) donne une moyenne générale plus réduite, de l'ordre de 1,25 m.
L'Ujumqin est réputé mieux conformé que les autres souches du Mongol chinois grâce à la qualité de l'herbe de son territoire d'origine,.
|  | Cheval mongol de Mongolie extérieure |
|  | |
|  | Cheval mongol de Mongolie intérieure \| \| Abaga \| \| \| \| \| \| Baicha \| \| \| \| \| \| Ujumqin \| \| \| \| \| \| Wushen \| \| \| \| |
|  | |
|  | Abaga |
|  | |
|  | Baicha |
|  | |
|  | Ujumqin |
|  | |
|  | Wushen |
|  | |

|  | Abaga   |
|  |         |
|  | Baicha  |
|  |         |
|  | Ujumqin |
|  |         |
|  | Wushen  |
|  |         |

La race dispose d'une grande endurance, et se révèle plus rapide que les autres chevaux mongols. Parmi les différents types de chevaux mongols chinois, l'Ujumqin est le plus proche génétiquement du Wushen, ce qui est pourtant étonnant car la distance géographique entre les deux zones d'élevage est élevée. Il est possible que cette proximité génétique résulte d'échanges de reproducteurs entre les éleveurs.

## Utilisations
L'Ujumqin déploie une remarquable aptitude au travail. La race sert essentiellement de cheval de selle et de transport. Les juments Ujumqin sont traites pour leur lait : leur lactation dure en moyenne 125 jours, pour une moyenne de 350 kg récoltés par lactation.

## Diffusion de l'élevage
DAD-IS l'enregistre comme race locale chinoise. Il se trouve surtout dans la Ligue de Xilin Gol, à l'Est de la Mongolie-Intérieure ; il s'est cependant répandu dans les régions agricoles avoisinantes de Chine du Nord.
Aucun niveau de menace n'est indiqué. L'étude menée par Rupak Khadka, de l'université d'Uppsala, pour la FAO en 2010, le considère comme une race de chevaux asiatique locale, qui n'est pas menacée d'extinction ; l'évaluation de la FAO réalisée en 2007, avait déjà signalé l'absence de menace.